# 토고
토고 공화국(프랑스어: République togolaise 레퓌블리크 토골레즈[*], 문화어: 또고)은 아프리카에 있는 공화국이며 수도는 로메이다. 기니만으로부터 50km의 폭으로 내륙으로 길게 뻗어 있는 나라이다. 기후는 열대 사바나성 기후이다. 대통령 중심제 국가이며 토고인민연합이 유일정당이다. 주민은 어웨·카브레·미나 등 여러 부족이고 공용어는 프랑스어이다. 종교는 50%가 토속신앙이고 기독교(18%), 이슬람교가 있다. 농업이 국내총생산(GDP)의 약 39%, 노동인구의 약 64%를 차지하는 농업국으로 커피, 카카오가 전체의 50%를 차지하며, 인광석이 주요 수출품이다. 그 밖의 지하자원으로는 보크사이트, 철광석이 유망하다.

## 역사
토고는 제국주의의 식민지 점령이 한창이던 19세기 말 독일이 관심을 보여 1885년 베를린 회의에서 토골란드라는 이름으로 지배권을 가져갔으나 제1차 세계대전 이후 프랑스와 영국의 두 위임통치령으로 분할되었다.
1946년 영국령인 서쪽은 주민투표로 영국령 골드코스트(현재의 가나)에 합병된 상황에서 프랑스령이 유엔의 신탁통치령으로 전환되었다.
1956년에 자치정부를 성립한 뒤, 프랑스령은 1958년 유엔 감시하의 총선에서 완전독립을 요구하는 토고 통일위원회가 승리해 1960년 4월에 공화국으로 독립했다.
초대 대통령에 실바뉘 올랭피오가 취임했으나 1963년 냐싱베 에야데마의 쿠데타로 암살당하고 에야데마는 1967년 군부독재를 시작해 2005년 2월 사망하기 전까지 38년간 집권하여 그의 아들 포르 냐싱베가 현 대통령으로 집권하고 있다.
포르 대통령은 토고가 2005년 10월 월드컵 본선진출을 확정짓자 직접 국경일을 선포하기도 했다.

## 자연 환경
남부는 북부에 비해 강이 적기 때문에 인근국가와 달리 열대우림이 없다. 반면 북부는 강이 있어도 건조 사바나 기후를 보이고 있다. 또한, 남부해안지대는 고온다습한 동남 몬순계절풍 영향으로 북부는 연간 1,140mm, 토고산지 일대는 1,520mm, 남부 해안지방은 760mm의 비가 내린다. 12월에서 1월 사이에 불어오는 사하라의 열풍인 하마탄 영향으로 극심한 가뭄도 내습한다. 해안도시 로메의 최고기온은 31도, 북부의 만고는 35도를 보이며 최저 기온은 로메 23도와 만고는 13도이다.

## 외교
대한관계
주독 대사였던 손원일특사 일행은 1960년 7월에, 토고를 방문하여, 상호간의 이해증진과 외교관계 수립에 관하여 합의하고 한국과 수교하였으나 1974년에 국교가 단절하였고 1991년에 재수교하였다.

## 사회

### 언어
2003년 9월 16일자 헌법 1부 '국가와 주권에 대하여' 3조에 "토고 공화국의 공용어는 프랑스어이다."라고 규정했다.
약 40개의 부족어가 존재하는데, 대표적인 것으로는 에웨어와 카비예어다.
토고는 프랑스어사용국기구(프랑코포니)의 정회원국이고 500만명이 프랑스어를 모어로 사용한다.

### 주민
흑인인종이 인구의 대다수를 차지하고 있으며, 각각 다른 부족 출신의 사람들이 함께 살고 있다.

## 문화
구전문학(기록이 아닌 입으로 전해지는)의 전통이 강하며 독립 후에는 많은 소설가와 극작가를 배출하였다.
그중 유명한 작가는 테테 미셸 크포마시로서 자서전적인 내용의 《초원 위의 아메리카인》로 유명하다.
각 부족은 춤을 추며 여가생활을 즐기고 음악은 전통음악과 현대음악을 모두 좋아한다.

### 종교
토고의 인구 절반이 부두교를 믿으며, 기독교를 믿는 사람들이 많으며 전통 종교와 이슬람교를 믿는 사람들도 소수 존재한다.